# بوشوک (فیلم)
بوشوِک فیلمی در ژانر اکشن و دلهره‌آور به کارگردانی کری مورنیون و جاناتان میلوت و نویسندگی نیک دامیچی است.
این فیلم برای رقابت در بخش دو هفته کارگردانان هفتادمین جشنواره فیلم کن انتخاب شد.

## بازیگران
- دیوید باتیستا
- بریتنی اسنو